# Гамр, Радек
Радек Гамр (чеш. Radek Hamr; 15 июня 1974, Литомержице, Чехословакия) — бывший чешский хоккеист, защитник. В составе сборной Чехии участвовал на чемпионате мира 2007 года.

## Биография
Радек Гамр начал свою хоккейную карьеру в 1991 году, в клубе «Спарта Прага». Он играл в чешской Экстралиге, шведской Элитной серии, швейцарской Национальной лиге и НХЛ за «Оттаву Сенаторз». В сборной Чехии Гамр был в заявке на чемпионат мира 2007 года. Карьеру завершил в 2010 году, последним клубом Гамра был швейцарский «Клотен Флайерз». В 2002 году стал чемпионом Чехии в составе «Спарты», а в 2006 году чемпионом Швеции в составе «Ферьестада». Также 4 раза был серебряным призёром шведской лиги и 2 раза бронзовым призёром чешской Экстралиги. В 1992 году стал чемпионом Европы среди юниоров в составе сборной Чехословакии.
После окончания карьеры с 2012 по 2015 год был ассистентом главного тренера шведского клуба «Ферьестад».

## Достижения

### Командные
- Чемпион Чехии 2002
- Чемпион Швеции 2006
- Чемпион Европы серди юниоров 1992
- Серебряный призёр шведской лиги 2001, 2003—2005
- Бронзовый призёр чешской Экстралиги 1996—1997

### Личные
- Лучший хоккеист шведской лиги 2001 по показателю полезности (+36)
- Лучший бомбардир-защитник плей-офф шведской лиги 2006 (15 очков)
- Лучший бомбардир-защитник чемпионата Швейцарии 2007 (44 очка)
- Лучший защитник чемпионата Швейцарии 2007
- Лучший защитник-ассистент шведской лиги 2003 (19 передач) и чемпионата Швейцарии 2007 (35 передач)

## Статистика
- Чешская Экстралига — 132 игры, 61 очко (20+41)

- Чемпионат Чехословакии — 3 игры
- Чемпионат Швеции — 479 игр, 212 очков (71+141)
- Чемпионат Швейцарии — 181 игра, 140 очков (23+117)
- НХЛ — 11 игр
- АХЛ — 135 игр, 62 очка (14+48)
- ИХЛ — 59 игр, 16 очков (3+13)
- Евролига — 15 игр, 15 очков (2+13)
- Кубок Шпенглера — 4 игры, 5 очков (3+2)
- Сборная Чехии — 57 игр, 13 очков (5+8)
- Всего за карьеру — 1076 игр, 524 очка (141+383)